# Naša četica
»Naša četica« (delovni naslov) je skladba mladinske zborovske zasedbe Otroški pevski zbor RTV Ljubljana iz leta 1959. Glasbo in besedilo je napisal Janez Bitenc.

## Snemanje
Posneto na Radio Ljubljana po vodstvom Janeza Kuharja. Skladba je pogosto napačno poimenovana po extended play albumu Naša četica koraka na mali vinilni plošči, na katerem je bila tudi izdana.

## Zasedba

#### Produkcija
- Janez Bitenc – glasba, besedilo
- Janez Kuhar – pevovodja, dirigent
- Sergej Dolenc – tonski snemalec

#### Studijska izvedba
- Janez Kuhar – dirigent
- Instrumentalni septet Boruta Lesjaka – glasbena spremljava
- Otroški pevski zbor RTV Ljubljana – vokalisti